# آلن سوتر
آلن سوتر (فرانسوی: Alain Sutter‎؛ زادهٔ ۲۲ ژانویهٔ ۱۹۶۸) بازیکن فوتبال اهل سوئیس است.
از باشگاه‌هایی که در آن بازی کرده‌است می‌توان به باشگاه ورزشی یانگ بویز، اف‌سی دالاس، باشگاه فوتبال بایرن مونیخ، باشگاه فوتبال نورنبرگ، باشگاه فوتبال فرایبورگ، و باشگاه فوتبال گراس‌هاپر زوریخ اشاره کرد.
وی همچنین در تیم ملی فوتبال سوئیس بازی کرده‌است.